# Padvarninkai (Mažeikiai)
Pour les articles homonymes, voir Padvarninkai.
Padvarninkai est un village du district de Mažeikiai (Lituanie), situé à 1 km au nord-ouest de Seda.
Le village est mentionné pour la première fois en 1646, quand treize insurgés tombent au combat contre les forces russes lors de l'insurrection de janvier. Ils sont enterrés dans le cimetière du village.
Il est également connu pour la chute de la météorite de Padvarninkai, observée le 9 février 1929 par plus d'une centaine d'habitants.